# Abdij Sankt Peter auf dem Schwarzwald
De abdij Sankt Peter auf dem Schwarzwald was een benedictijnerabdij in Baden-Württemberg.
Hertog Berthold II van Zähringen verlegde het klooster dat zijn vader twintig jaar eerde had gesticht in Weilheim an der Teck naar het latere Sankt Peter. Het klooster bleef onder de voogdij van het huis Zähringen en verkreeg uitgebreide bezittingen uit schenkingen door de adel in de Breisgau. De hertogen werden begraven in de abdijkerk. In 1778 telde het sticht 70 boerenhoven en 2000 onderdanen.
De voogdij ging van de Zähringen over aan het graafschap Freiburg en daarna via het markgraafschap Baden in 1526 aan Voor-Oostenrijk. Later kreeg de voogdij als pand zelf in handen. Het lukte echter niet rijksvrij te worden.
Paragraaf 26 van de Reichsdeputationshauptschluss van 25 februari 1803 voegde de abdij bij het vorstendom Heitersheim.
Artikel 19 van de Rijnbondakte van 12 juli 1806 voegde het vorstendom Heitersheim en dus ook Sankt Peter bij het groothertogdom Baden. Op 27 januari 1806 had Baden het vorstendom al bezet.